# Jean-Paul Brunel
Jean-Paul Brunel est un journaliste  français.

## Formation
Jean-Paul Brunel est diplômé de l’IUT journalisme de Bordeaux.

## Carrière
Jean-Paul Brunel a fait carrière dans la presse quotidienne régionale, d'abord au Midi libre de 1971 à 1988, puis à Sud Ouest dont il fut rédacteur en chef, directeur du développement puis directeur de la rédaction. 
En 2006, il a rejoint le groupe des Journaux de Loire, filiale du Groupe SIPA - Ouest-France, comme directeur des rédactions, puis depuis juin 2009, en qualité de directeur général délégué des quotidiens Le Courrier de l’Ouest, Le Maine libre et Presse-Océan.